# Vlag van Eupen
De vlag van Eupen is de gemeentelijke vlag van de Luikse gemeente Eupen. De vlag kan als volgt worden beschreven:
Twee even lange banen van rood en van geel met op het midden het gemeentewapen.
Eupen kent drie varianten van deze gemeentevlag. De kleuren zijn ontleend aan het gemeentewapen, dat ook op de vlag is afgebeeld.

Dezelfde vlag, voor verticaal gebruik
Variant met horizontale banen
Variant zonder gemeentewapen